# Rickard Krantz
Rickard Angantyr Krantz, född 23 augusti 1923 i Nedre Ulleruds församling, Värmlands län, död 17 februari 1984 i Stockholm, var en svensk målare. 
Krantz studerade konst för Einar Jolin men var i huvudsak autodidakt som konstnär och bedrev självstudier under resor till Italien, Tyskland, Jugoslavien, Spanien och Frankrike. Bland hans offentliga arbeten märks utsmyckningar för Sabbatsbergs sjukhus, skolor på Lidingö och i Uppsala sjukvårdsförvaltning. Hans konst består av naivistiska och romantiska naturbilder i flödande kolorit, men han övergick senare till en nyrealistisk-abstrakt stil. Krantz är gravsatt i minneslunden på Kungsholms kyrkogård i Stockholm.